# Michael Todd
Michael "Mike" Todd, född Avrom Hirsch Goldbogen den 22 juni 1909 i Minneapolis, Minnesota, död 22 mars 1958 nära Grants, New Mexico, var en amerikansk teater- och filmproducent. Todd är främst känd för sin produktion av Jorden runt på 80 dagar från 1956, som vann en Oscar för bästa foto. Han var även drivkraften bakom utvecklingen av det eponymiska Todd-AO widescreen filmformatet.

## Biografi
Efter att ha provat på en rad olika affärsprojekt började han producera Broadwaypjäser 1936.
Han slog sig på film 1945 och spelade en viktig roll i Hollywoods satsning på wide-screen i början på 1950-talet (Todd-AO).
Bland hans mest kända filmer märks Oklahoma! (1955) och Jorden runt på 80 dagar (1956).
Åren 1947–1950 var han gift med skådespelaren Joan Blondell. Han gifte sig 2 februari 1957 med skådespelaren Elizabeth Taylor. Han var den tredje av Taylors sju makar, och var den enda som hon inte skilde sig från då de var gifta fram till hans död.
I mars 1958 var han på väg i sitt privatplan ("The Lucky Liz") till New York, där han vid en middag vid National Association of Theatre Owners skulle mottaga utmärkelsen "Showman of the Year". Planet havererade och samtliga ombord omkom.

## Broadwayproduktioner i urval
- Call Me Ziggy (pjäs, fars, 1937)
- The Hot Mikado (musikal, operett, 1939)
- Something for the Boys (musikal, komedi, 1943)
- Mexican Hayride (musikal, komedi, 1944)
- Up in Central Park (musikal, komedi, 1945)
- As the Girls Go (musikal, komedi, 1948)